# Petrotó (ort i Grekland, Grekiska fastlandet)
Petrotó (Petroto) är en ort i Grekland.   Den ligger i prefekturen Fthiotis och regionen Grekiska fastlandet, i den centrala delen av landet, 180 km nordväst om huvudstaden Aten. Petrotó ligger 647 meter över havet och antalet invånare är 386.
Terrängen runt Petrotó är kuperad åt nordväst, men åt sydost är den platt. Petrotó ligger uppe på en höjd.Runt Petrotó är det glesbefolkat, med 14 invånare per kvadratkilometer. Närmaste större samhälle är Fársala, 11,7 km norr om Petrotó. Trakten runt Petrotó består till största delen av jordbruksmark.